# Stuart Burge
Pour les articles homonymes, voir Burge (homonymie).
Stuart Burge est un réalisateur, producteur et acteur britannique, né le 15 janvier 1918 à Brentwood (Royaume-Uni) et mort le 24 janvier 2002 à Lymington (Royaume-Uni).

## Filmographie

### Comme réalisateur
- 1960 : There Was a Crooked Man
- 1962 : The Ghost Sonata (TV)
- 1963 : Uncle Vanya
- 1965 : Othello
- 1966 : Nelson: A Study in Miniature (TV)
- 1967 : The Mikado
- 1967 : Play with a Tiger (TV)
- 1970 : Married Alive (TV)
- 1970 : Jules César
- 1975 : Under Western Eyes (TV)
- 1984 : Much Ado About Nothing (TV)
- 1986 : The Importance of Being Earnest (TV)
- 1986 : Naming the Names (TV)
- 1986 : Breaking Up (TV)
- 1988 : Dinner at Noon (TV)
- 1988 : The Rainbow (TV)
- 1989 : Chinese Whispers (TV)
- 1991 : La Maison de Bernarda Alba (The House of Bernarda Alba) (TV)
- 1993 : Belfry (TV)

### Comme producteur
- 1959 : Julius Caesar (TV)
- 1964 : The Crunch (TV)
- 1964 : The Close Prisoner (TV)
- 1974 : La Chute des aigles ("Fall of Eagles") (feuilleton TV)
- 1976 : Bill Brand (série télévisée)

### Comme acteur
- 1953 : The Beggar's Opera : 1st Prisoner
- 1953 : Tonnerre sur Malte (Malta Story) : Paolo Gonzar, Maria's Brother
- 1988 : La Petite Dorrit (Little Dorrit) : Head
- 1996 : Giving Tongue (TV) : Clackmannon

## Théâtre
- 1972 : Honni soit qui mal y pense de Peter Barnes, mise en scène Stuart Burge, Théâtre de Paris